# 劉定邦
劉定邦（1949年—），香港民主黨黨員。他本身從事電器工程行業。是香港九龍城區前民選區議員（2004至2007年度），所屬選區為家維選區（紅磡家維邨，紅磡邨等一帶的地方）。在2007年香港區議會選舉中，他以781票之差敗於獨立的勞超傑，連任失敗。

## 涉詐取議員津貼事件
九龍城區前民選區議員馮競文在2006年被香港廉政公署控告一項串謀詐騙罪及四項提供虛假資料罪，指她於1998年9月至2004年9月間，涉嫌詐騙政府租金津貼。而劉定邦為同案被告，另一人為前區議員陸偉綱，案件共涉及款項約二十五萬港元。案件於2006年10月16日開審，馮競文終在同年12月1日被判入獄十八個月，並因連續缺席三次區議會會議，於2007年5月24日失去區議員資格。而劉定邦及陸偉綱則被判無罪，當庭釋放。
暫委法官指廉政公署在與劉定邦的會面時涉錯誤引導他承認自己沒有在期間使用單位，於是基於疑點歸於被告，因此不接受廉署提交有關劉在會面中的招認內容，由此裁定劉的兩項提供虛假資料罪名不成立，可是暫委法官直斥他的行為惹人懷疑，而拒絕劉的堂費申請。

## 外部連結
- 劉定邦辦事處
- 廉署起訴現任及前任九龍城區議員涉嫌詐騙約二十五萬元租金津貼，廉政公署網頁